# Ходос Олександр Анатолійович
Олекса́ндр Анато́лійович Ходос — старший прапорщик, Державна прикордонна служба України.

## З життєпису
При виході з «Довжанського котла» у ніч проти 7 серпня 2014-го на березі річки Міус зазнав поранення в голову.
Лікувався в Одесі — осколок від «Града» зруйнував костки на потилиці та скроні, плечі, руки й ноги зрешетило. На уздоровлення очікували мама Раїса Абдулхалімівна і дружина Тетяна, донька Софія-Олександра 2007 р.н.
В грудні 2014-го після кільканадцяти операцій відправлений додому на реабілітацію. Навесні 2015 року за волонтерські кошти поставили замість зруйнованих кісток черепа металеві пластини.

## Нагороди
21 серпня 2014 року — за особисту мужність і героїзм, виявлені у захисті державного суверенітету та територіальної цілісності України, вірність військовій присязі під час російсько-української війни, відзначений — нагороджений орденом «За мужність» III ступеня.